# Ghiacciaio Reynolds
Il ghiacciaio Reynolds (in inglese Reynolds Glacier) è un ghiacciaio lungo circa 9 km situato sulla costa di Ruppert, nella parte occidentale della Terra di Marie Byrd, in Antartide. Il ghiacciaio, il cui punto più alto si trova a circa 800 m s.l.m., è situato nelle montagne di Haines e fluisce verso est lungo il versante meridionale del nunatak Keyser fino ad unire il suo flusso a quello del ghiacciaio Hammond.

## Storia
Il ghiacciaio Reynolds è stato mappato dallo United States Geological Survey grazie a ricognizioni terrestri dello stesso USGS e a fotografie aeree scattate dalla marina militare statunitense nel periodo 1959-65; esso è stato poi così battezzato dal Comitato consultivo dei nomi antartici in onore di Donald K. Reynolds, un fisico della ionosfera di base alla stazione Byrd nella stagione 1967-68.